# Kaukasus-Schneeglöckchen

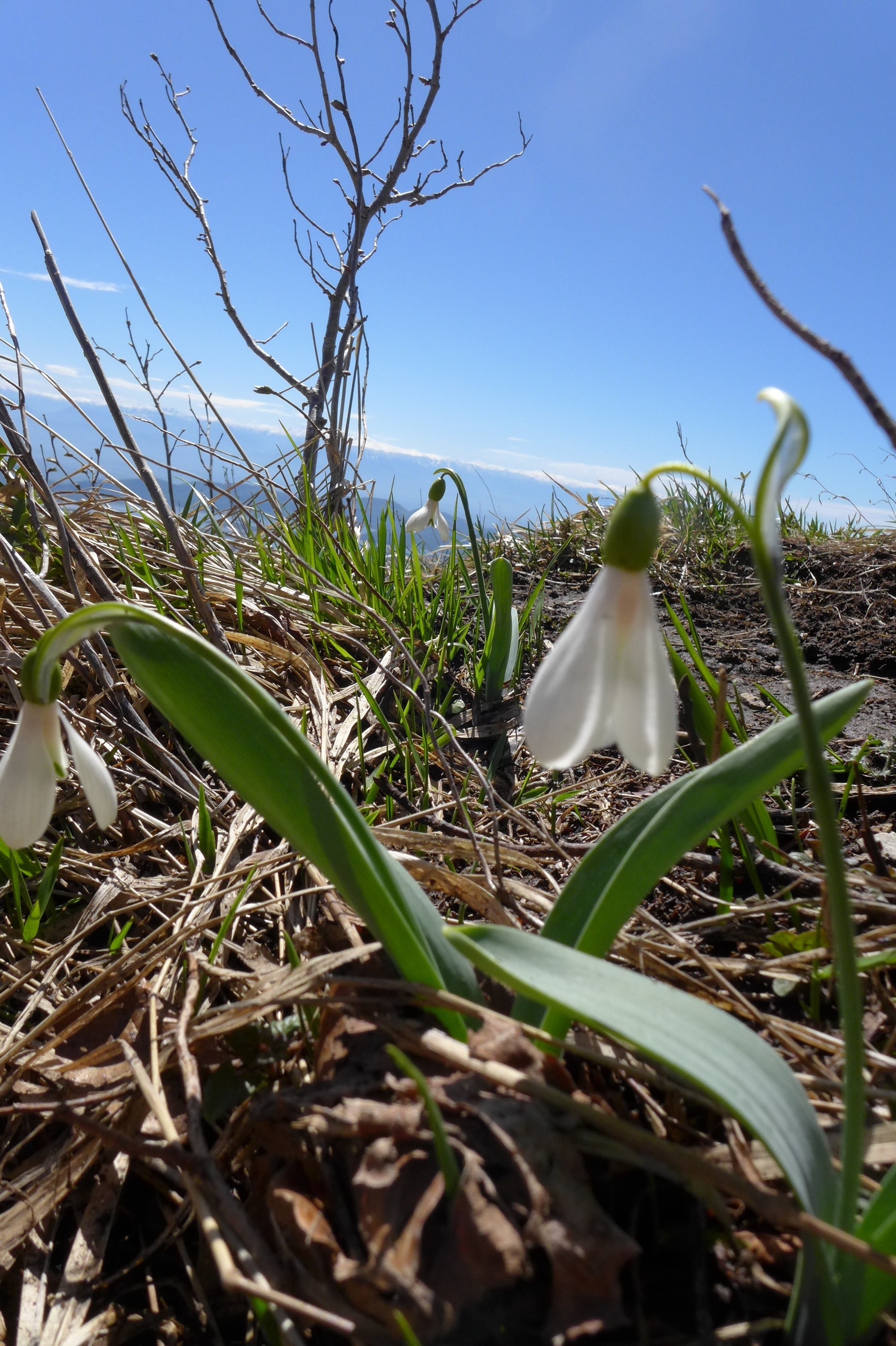

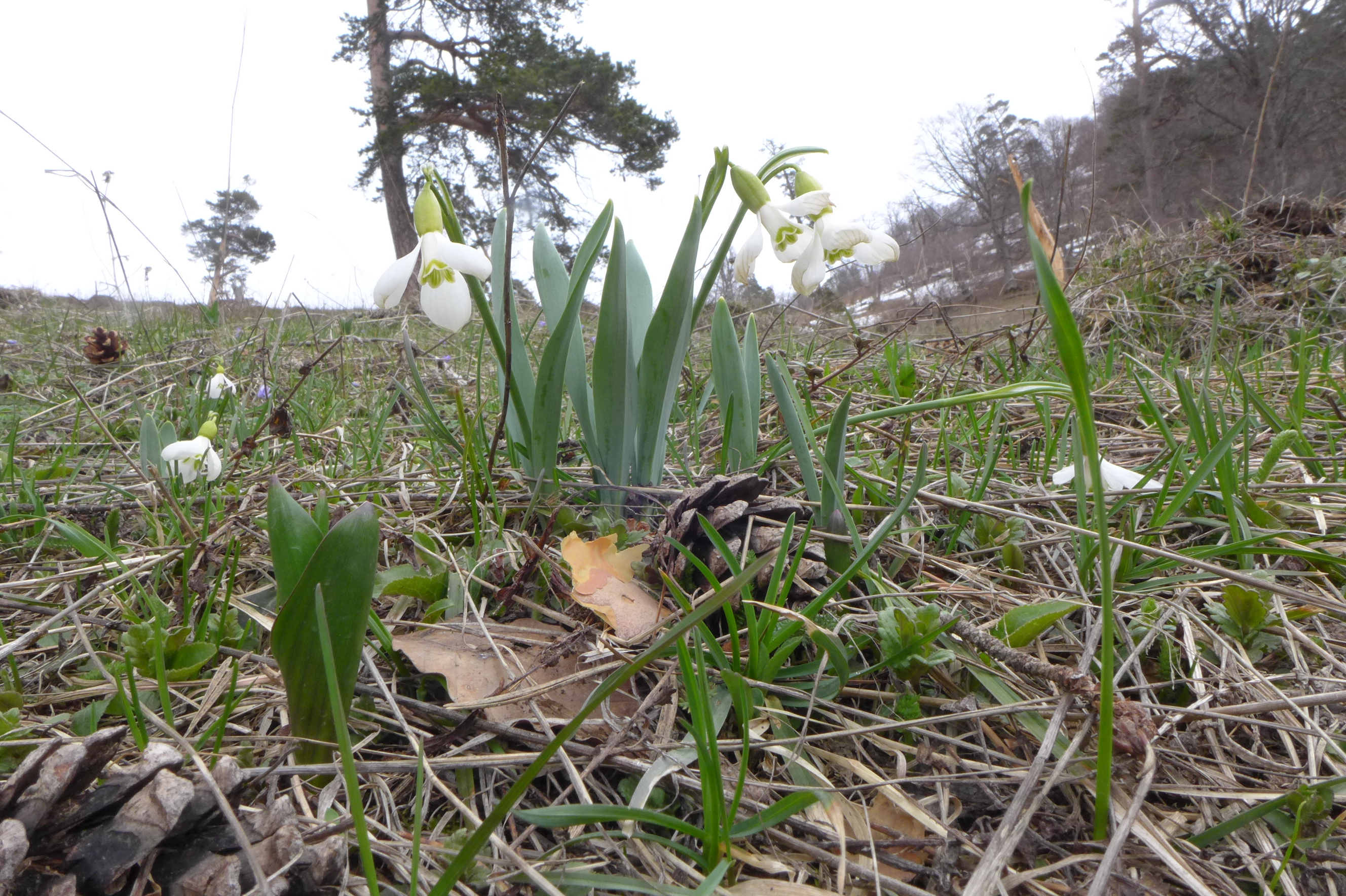

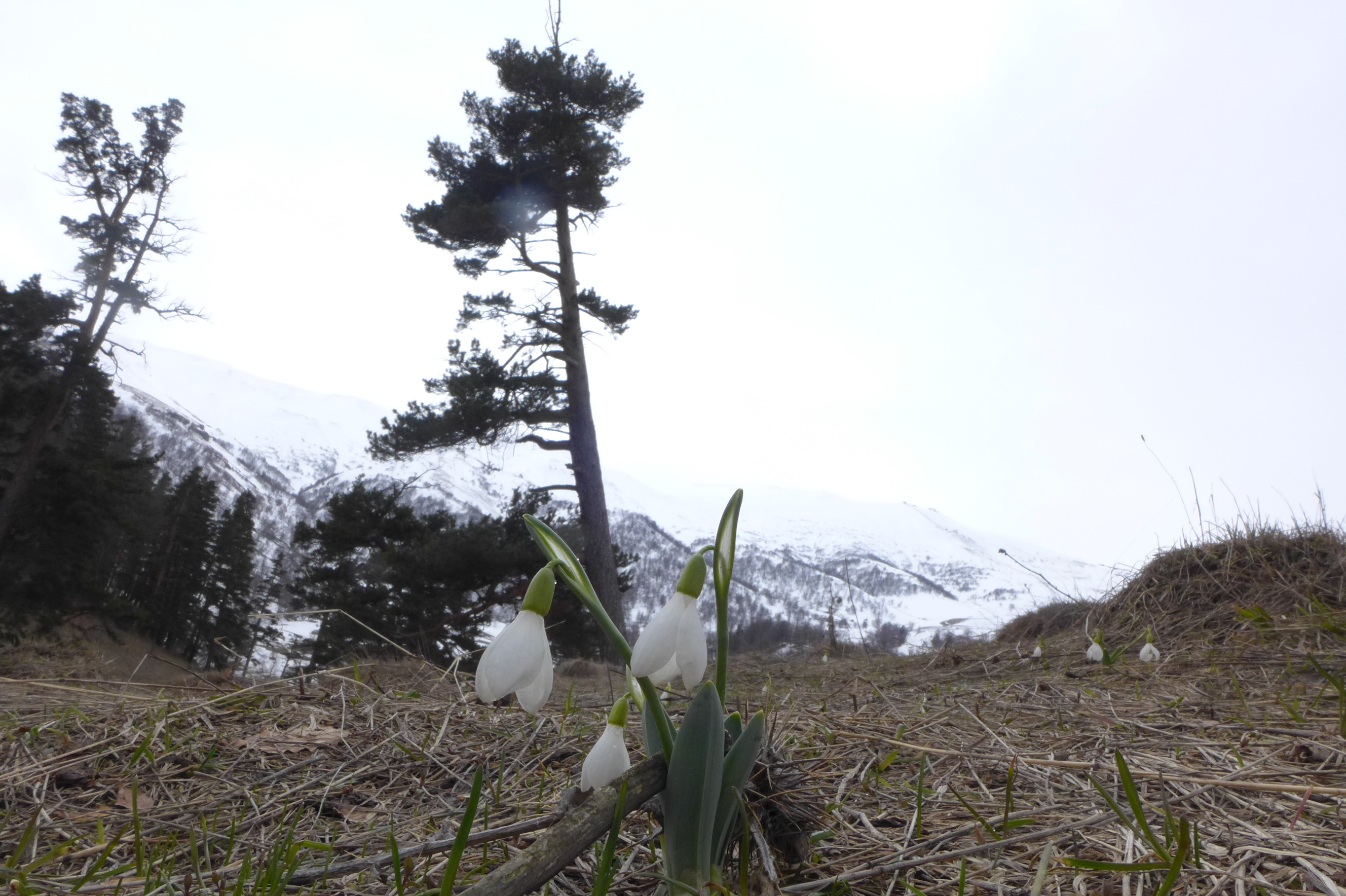

Das Kaukasus-Schneeglöckchen (Galanthus alpinus) ist eine Pflanzenart aus der Gattung der Schneeglöckchen (Galanthus) in der Familie der Amaryllisgewächse (Amaryllidaceae). Es ist das am weitesten verbreitete Schneeglöckchen des Kaukasusraumes mit mattgrünen Laubblättern. Es sind die beiden Varietäten Galanthus alpinus var. alpinus und Galanthus alpinus var. bortkewitschianus (Koss) A. P. Davis (Syn.: Galanthus bortkewitschianus Koss) anerkannt.

## Merkmale
Das Kaukasus-Schneeglöckchen ist eine ausdauernde krautige Pflanze, die Wuchshöhen von 8 bis 12 Zentimeter erreicht. Dieser Geophyt bildet eine Zwiebel als Überdauerungsorgan aus. Die einfachen Laubblätter sind mattgrün und messen zur Blütezeit 2,5 bis 20 (28) × 0,6 bis 2,2 (2,5) Zentimeter. Die inneren Blütenhüllblätter haben am Ende einen grünen Fleck.
Galanthus alpinus var. alpinus hat weißliche Zwiebelschuppen und kugelig-ellipsoidische Blüten. Bei Galanthus alpinus var. bortkewitschianus sind die Zwiebelschuppen gelblich und die Blüten kugelig. Die Blätter sind während der Blütezeit sehr kurz. Die Pflanzen sind triploid und steril.
Die Blütezeit reicht von Februar bis Mai. Die Chromosomenzahl beträgt 2n = 24.

## Vorkommen und Systematik
Galanthus alpinus var. alpinus kommt im Kaukasus, in Cis- und Transkaukasien, in der Nordost-Türkei in Falllaubwäldern, Waldrändern, auf Lichtungen und in Flusstälern, sowie selten auch auf flachgründig verwitterten Kalkfelsen in Höhenlagen von 270 bis 2200 Meter. Das Vorkommen der Unterart Galanthus alpinus var. bortkewitschianus (Koss, 1951) ist begrenzt auf ein Gebiet von wenigen Hektar Größe in Buchenwäldern in einer Höhe von 1200–1500 m im Gebiet des Kamenka Flusses in Kabardino-Balkarien im nördlichen Kaukasus. Es ist vom Wuchs her etwas größer als die meisten Formen von G. alpinus. Es zeichnet sich durch Sterilität aus und verbreitet sich deshalb ausschließlich vegetativ.
Die Artbezeichnung G. alpinus wird nach Davis für diejenigen Schneeglöckchen des Kaukasusraumes verwendet, die mattgrüne Blätter haben (so wie auch das heimische Kleine Schneeglöckchen (G. nivalis)). Die hier beschriebene Art fasst die früher eigenständigen Arten G. alpinus, G. bortkewitschianus Koss. und G. caucasicus (Baker) Grossh. zusammen. Die arteigene Merkmalskombination ist: a) mattgrünen Laubblätter mit b) der Knospenlage gerollt (engl.: convolute vernation) und c) eine einzelne grüne Markierung auf jedem der inneren Blütenblätter. Die zuerst von Baker beschriebene Art ist aber in ihrem Aussehen sehr variabel. Die beiden zunächst als eigenständige Arten betrachteten Formen G. alpinus mit breiteren Blättern 1,46 cm (0,65–2,9 cm) und G. caucasicus mit etwas schmaleren Blättern 1,26 cm (0,45–2,8 cm) wurden aufgrund der ansonsten fehlenden wesentlichen morphologischen Unterschiede der Populationen, zu einer gemeinsamen Art G. alpinus zusammengefasst.
Mit der jetzigen Festlegung der Schneeglöckchenarten kommen im gesamten Kaukasusraum nur zwei Arten mit mattgrünen Laubblättern vor. Das sind G. alpinus sowie die verwandte Art G. angustifolius mit einem nur kleinen Verbreitungsgebiet.
Um den erheblichen regionalen Unterschieden der Morphologie von G. alpinus innerhalb des großen Verbreitungsgebietes gerecht zu werden, beschrieb Zubov im Jahr 2020 insgesamt sechs verschiedene Typen von Schneeglöckchen mit mattgrünen Blättern in den verschiedenen Regionen von Cis- und Transkaukasien.
1. Pflanzen mit umhüllender Blattlage und flachen lanzettlichen Blättern (W-Cis Kaukasien, W-Kaukasus, NW Transkaukasus, W-Transkaukasus 300–700 m (Stavropol, Gelendzhik, Maykop,  Sotschi));
2. Pflanzen mit sowohl flacher als auch umhüllender Blattlage und schmalen lanzettlichen Blättern die oft in Gruppen auftreten (W- und O-Cis-Kaukasien, W-Kaukasus –  Stavropol, Pyatigorsk and Nalchik, 500–700 m);
3. sehr klein wüchsige Pflanzen, die meist einzeln wachsen mit lanzettlich und umgekehrt lanzettlichen Blättern mit vollständig umhüllender Blattlage. (Z-Transkaukasus – Georgien: Borjomi - Bakuriani, 800–1800 m);
4. große in Gruppen auftretende Pflanzen mit langen und breiten Blättern und umhüllender Blattlage. Blüte erfolgt bereits im Dezember, W-Trankskaukasus – Georgien: Adjarien, 200–300 m;
5. Pflanzen, die kompakte Gruppen bilden mit breiten lanzettlichen Blättern und umhüllender Blattlage (Z -Kaukasus, O Transkaukasus - Georgien: Gombori Pass, 1200–1600 m);
6. Pflanzen mit flacher Knospenlage und schmalen Blättern die in oft Gruppen wachsen (Zentraler Kaukasus - Kabardino-Balkarien, Nalchik 600–1200 m).

Die unterschiedlichen Populationen von Schneeglöckchen mit mattgrünen Laubblättern innerhalb des Verbreitungsgebietes  bezeichnet Zubov als Mikroarten. Einzig der Gruppe 6 wird aufgrund ihrer auffallend schmalen Blätter der Status einer eigenen Art zugeschrieben - Galanthus angustifolius.
Bei einigen der beschriebenen Mikroarten sei es durchaus gerechtfertigt, ihnen aufgrund der morphologischen und ökologischen Eigenschaften den Status einer eigenen Art zuzuschreiben. Insbesondere die Beobachtung, dass bei den verschiedenen Mikroarten die Laubblätter in der Knospenlage sowohl flach als auch gerollt auftreten, dürfte Gegenstand weiterer Untersuchungen sein. Die Knospenlage der Blätter ist häufig nur bei jungen Pflanzen eindeutig bestimmbar und wurde offenbar bei der einstigen Zusammenfassung der Arten nicht ausreichend berücksichtigt.

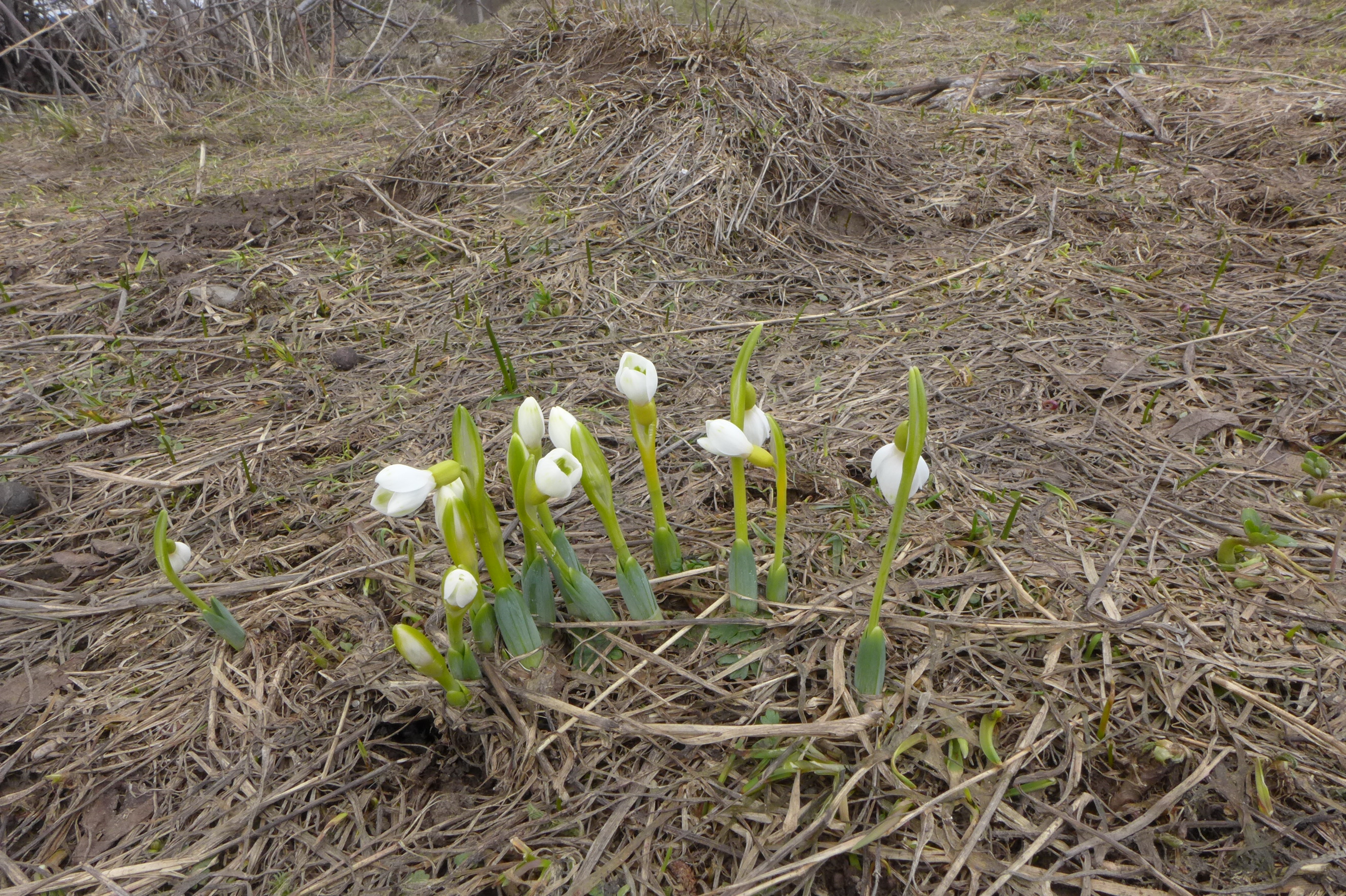
Vor der Blüte
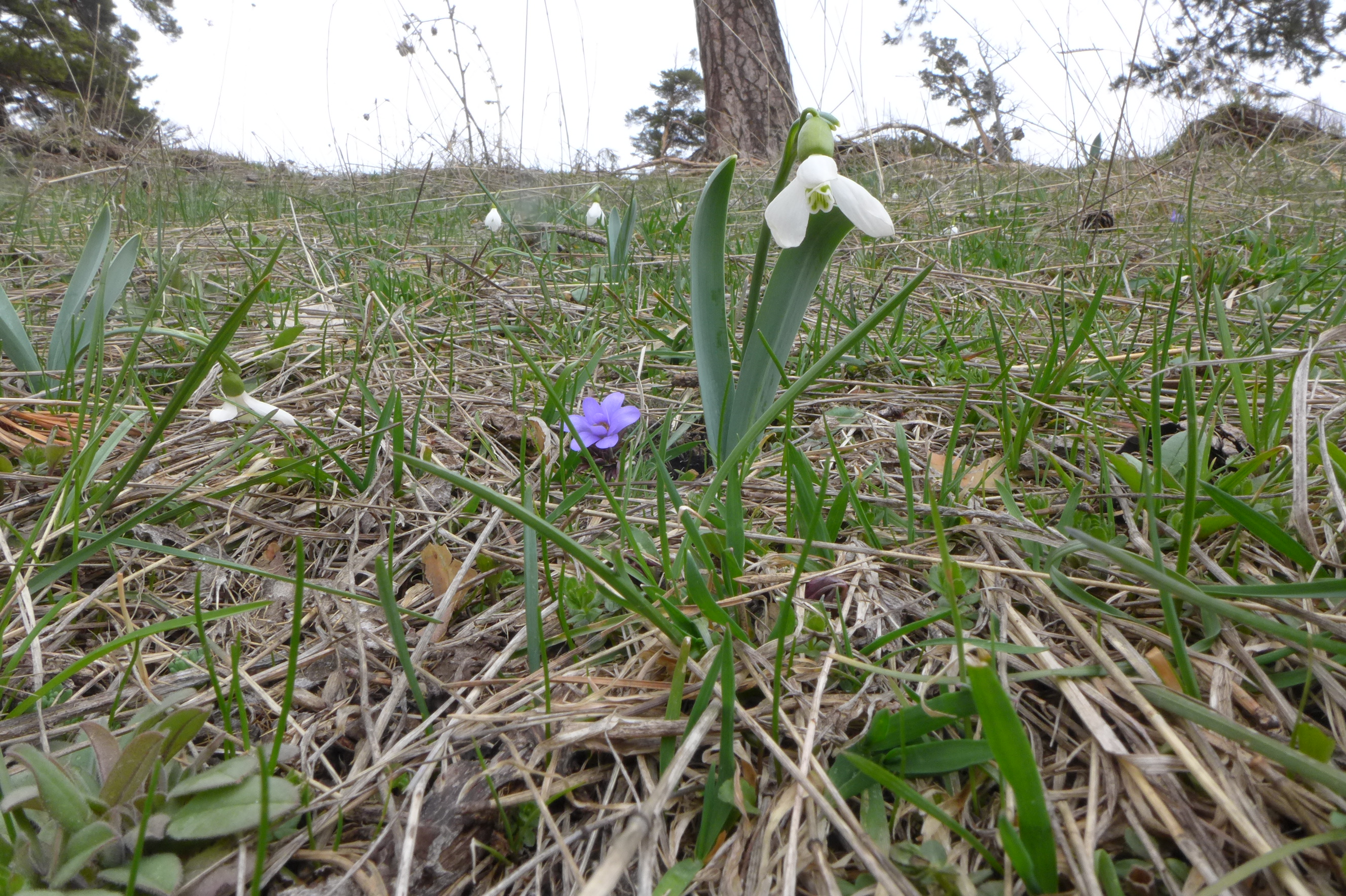
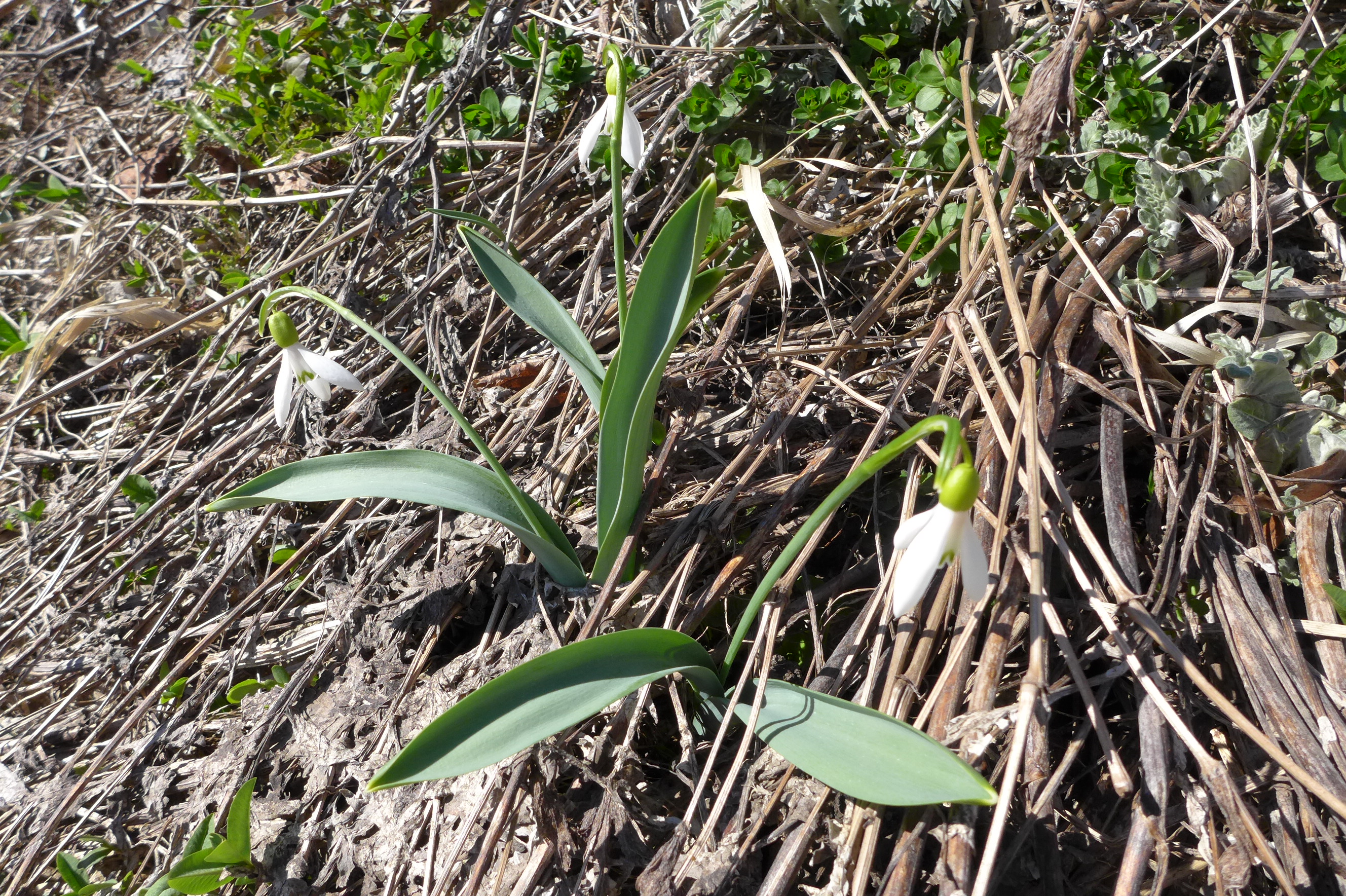
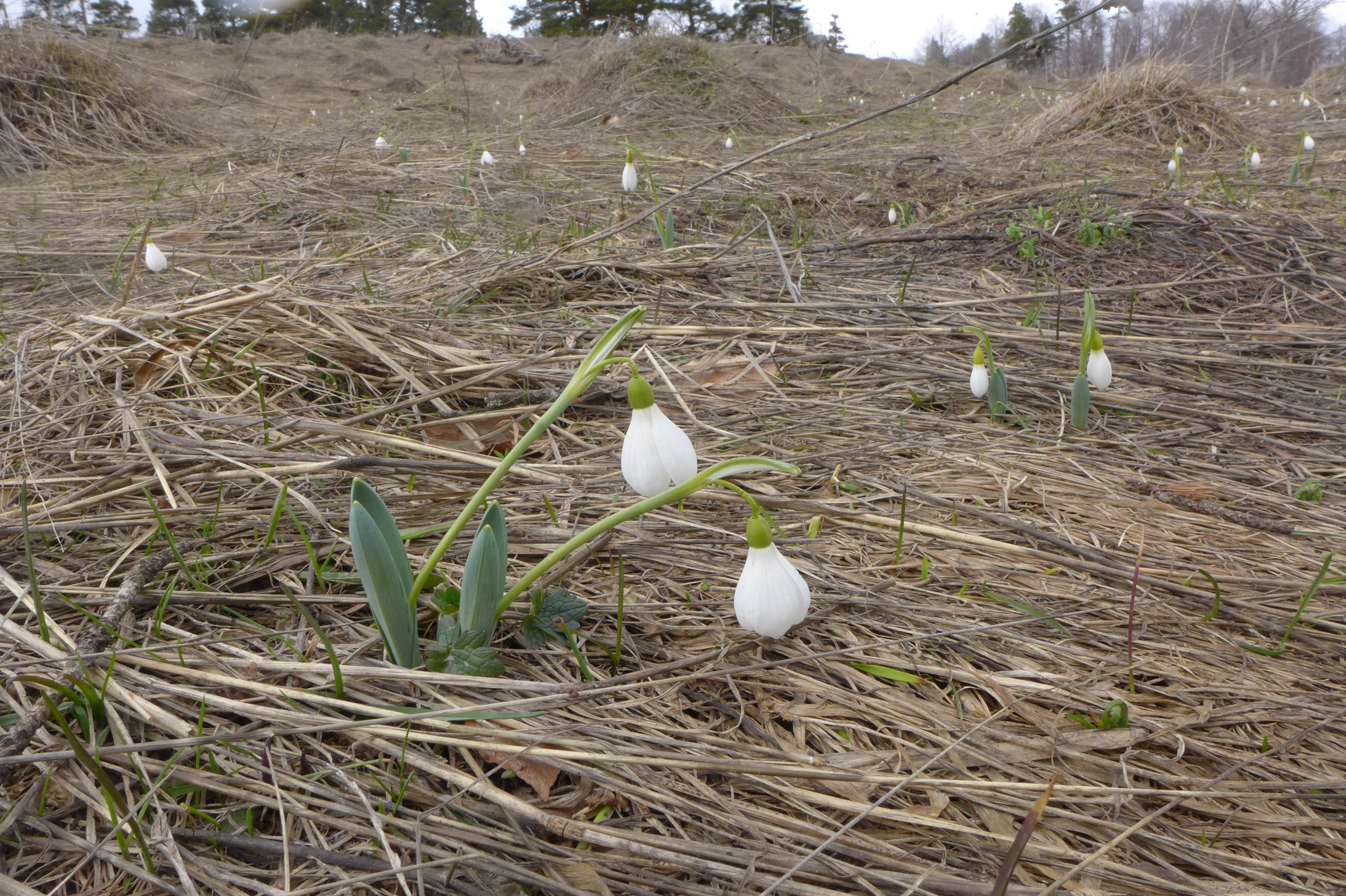
Galanthus Alpinus in Georgien (Borjomi)
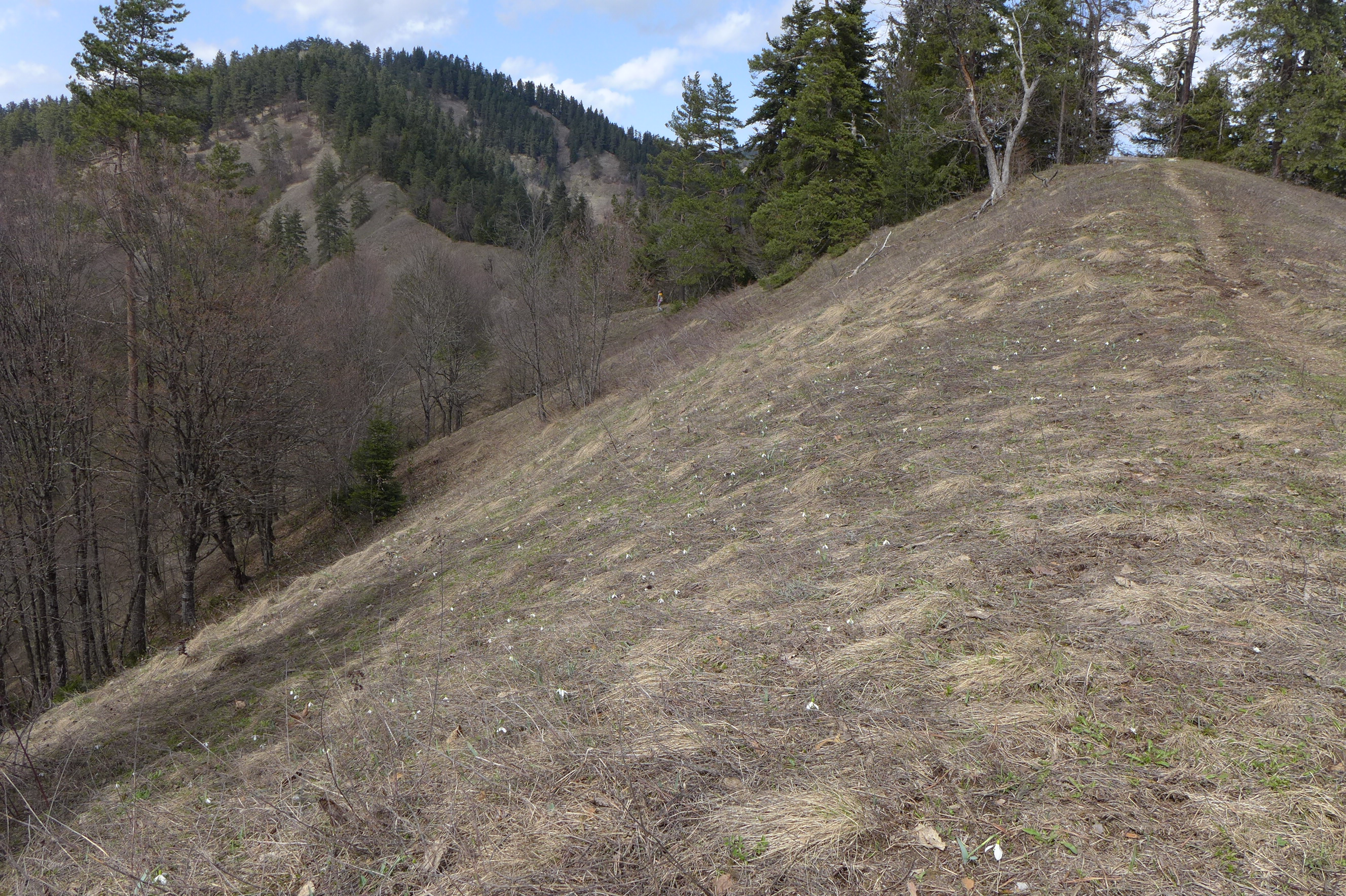
im Biotop
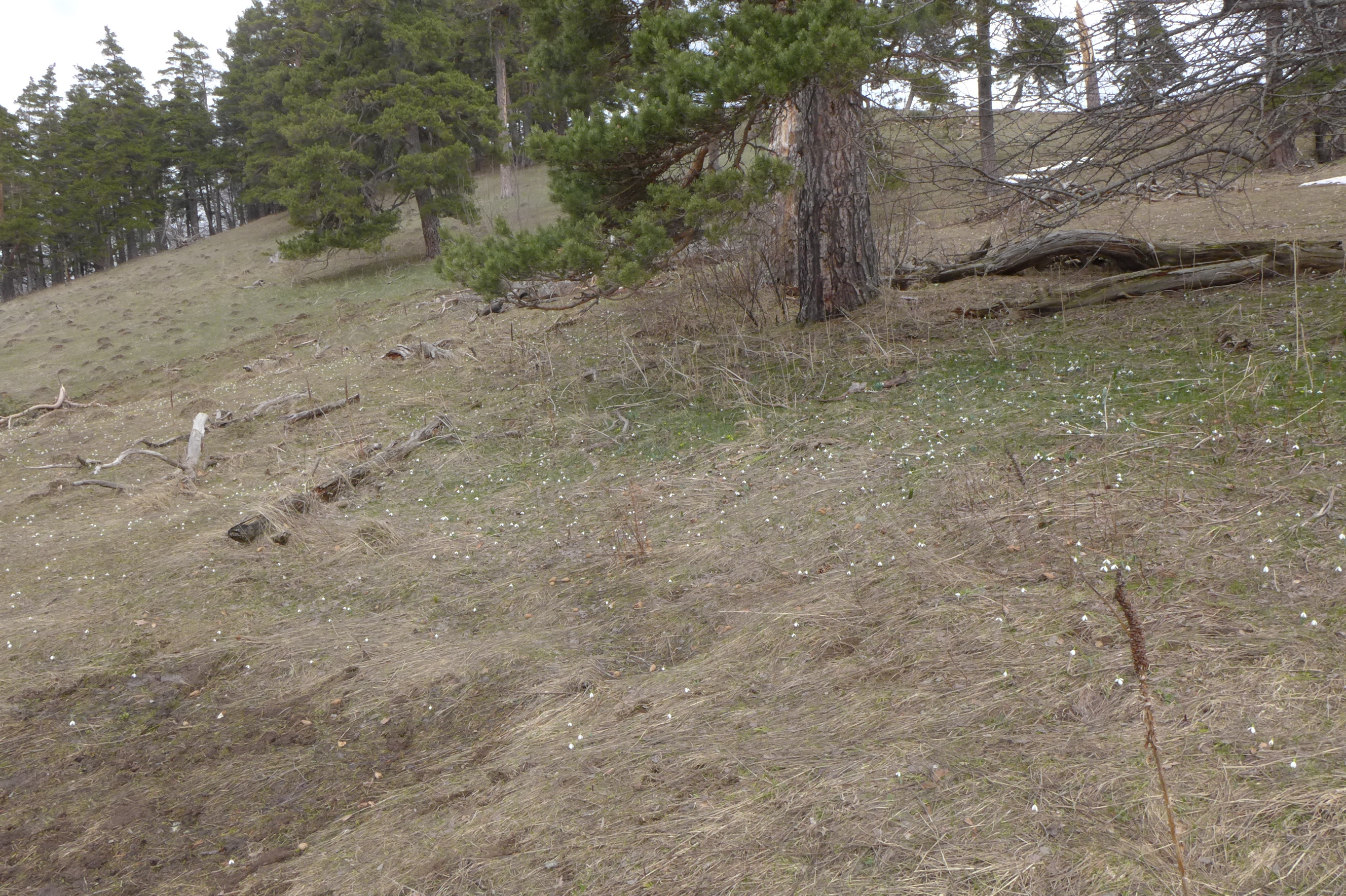
im Biotop
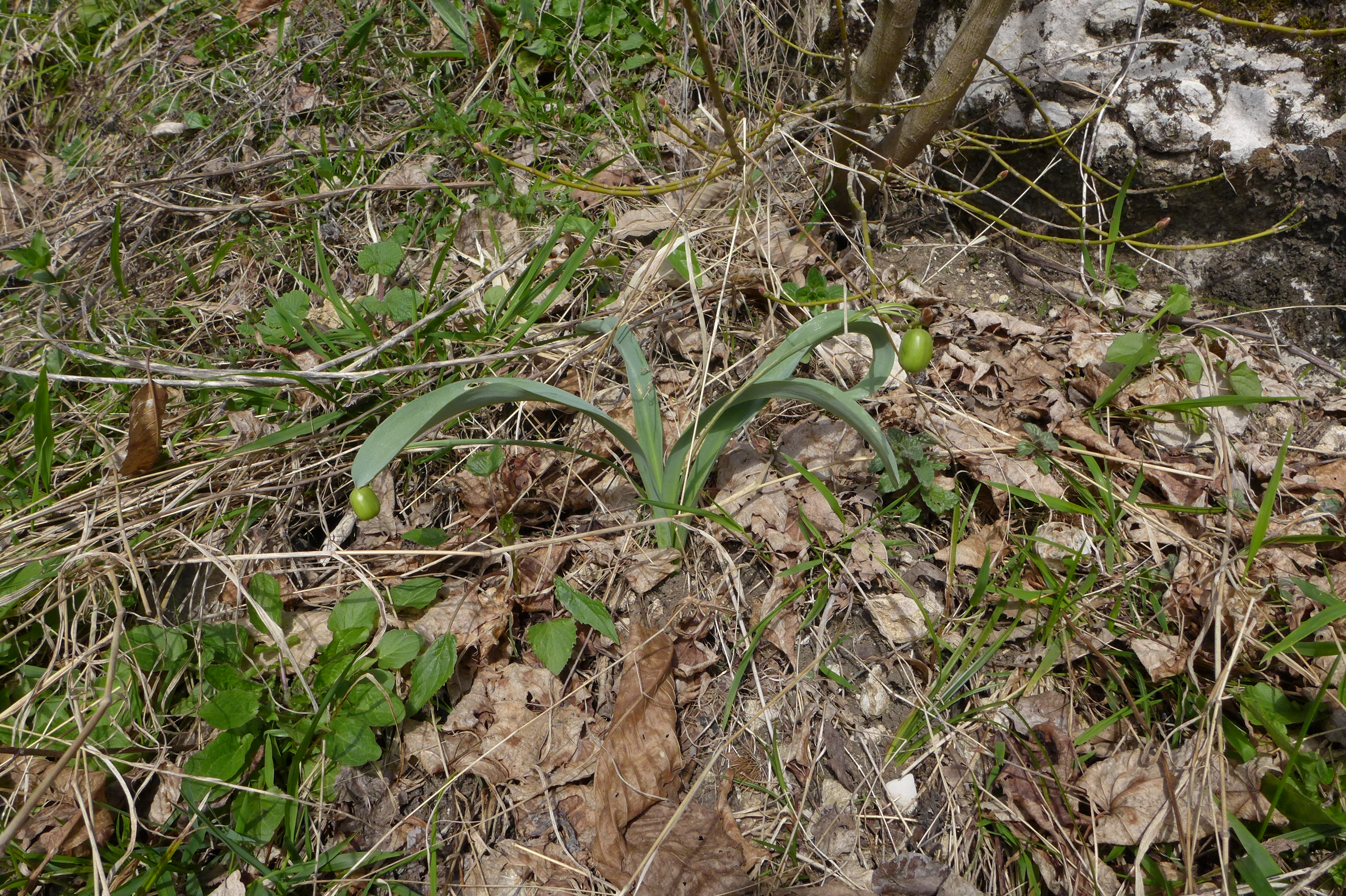
Mit Früchten
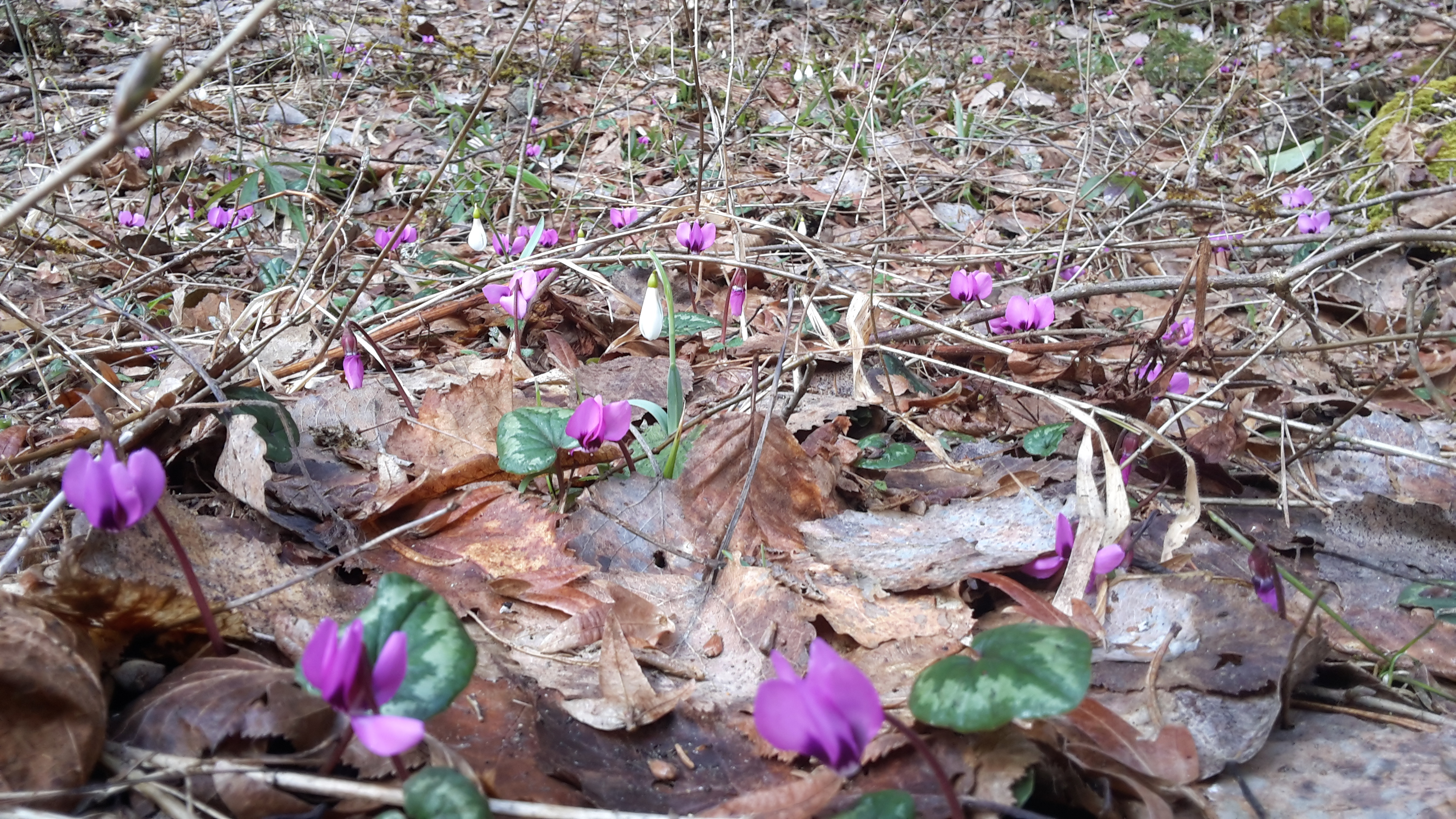
Mit Cyclamen coum

## Nutzung
Das Kaukasus-Schneeglöckchen wird selten als Zierpflanze für Steingärten und Rasen genutzt. Möglicherweise wurde es früher häufiger kultiviert. Es ist seit ungefähr 1800 in Kultur.

## Hybriden
Das Kaukasus-Schneeglöckchen bildet mit dem Woronow-Schneeglöckchen (Galanthus woronowii) die Kultur- und Natur-Hybride Galanthus × allenii Baker. Diese erreicht Wuchshöhen von 8 bis 12 Zentimeter. Ihre Blätter sind bläulich gefärbt, vor der Entfaltung zusammengerollt und messen während der Blütezeit 8 bis 22 × 1 bis 2 (2,5) Zentimeter. Die Blütezeit dauert von Februar bis März. Diese Hybride wird selten als Zierpflanze genutzt.